# مرقئة صغيرة

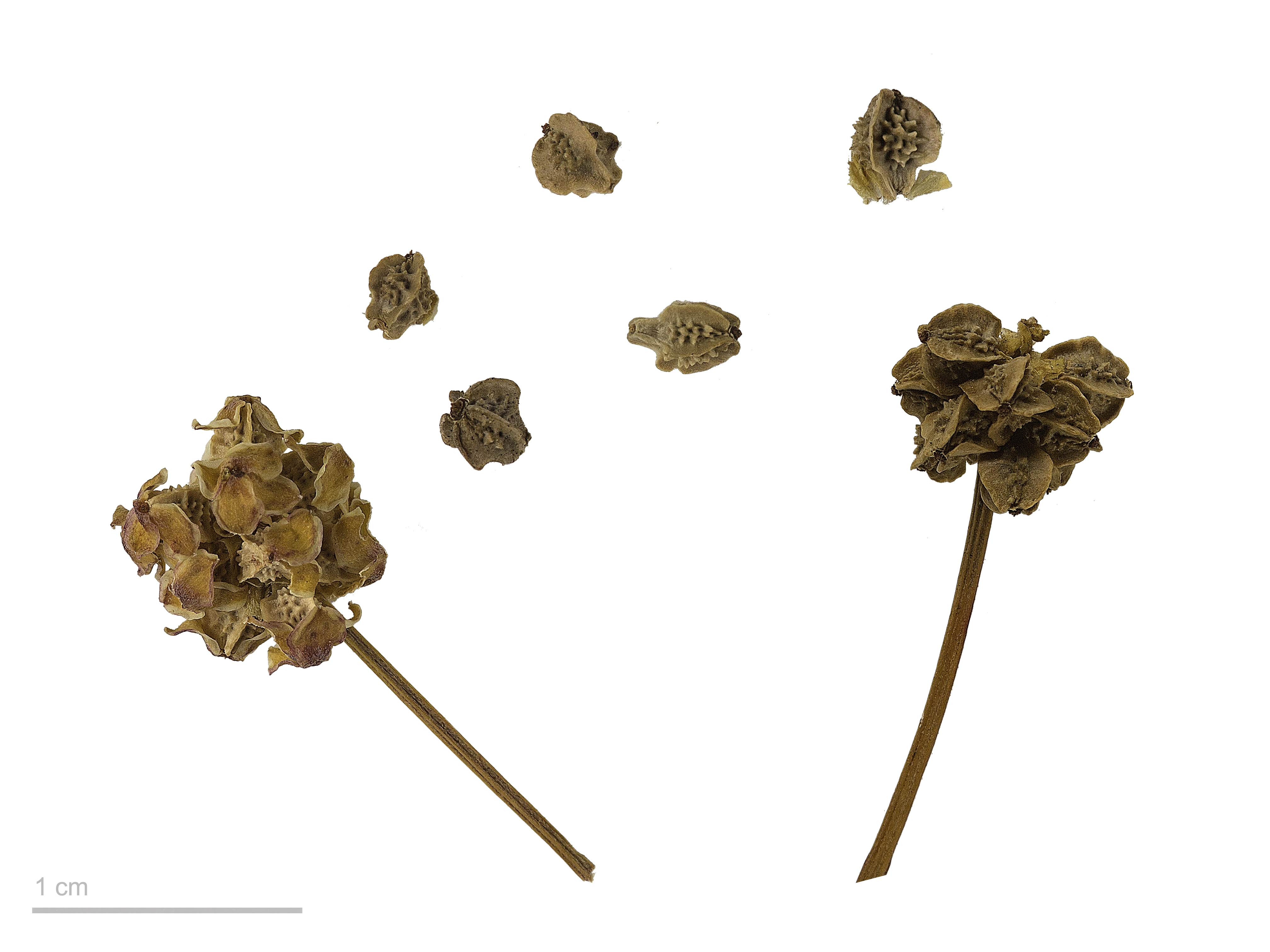
Sanguisorba minor

عاقول أو محجام أو قزبرة الثعلب أو مرقئة صغيرة أو بلان (الاسم العلمي: Sanguisorba minor) هو نوع من النباتات يتبع جنس المرقئة من الفصيلة الوردية.
عشبة ثمينة جدا، والمداومة على استعمالها تورث الصحة للبدن، والتشاط للنفس.
تعيش لمدة أكثر من عامين، تسمى اليوم مرقئة السلطة. قصيرة ليس لها وبر، توجد السِّمة في الأزهار العليا، والسَّداة في الأزهار السفلى.
تنمو في المراعي الجافة، والتربة الكلسية المصفاة.

## وقت التزهير
تزهر النبتة من شهر نيسان حتى أيلول، أي من منتصف فصل الصيف حتى أوائل الخريف.

## فائدتها
يساعد المعجون المصنوع من الحبوب والأوراق في التئام العظام المكسورة، أو المفاصل المتلوية.

## استخدامتها
تستعمل المادة المستخلصة من الجذر المجفف في علاج اليرقان، وحصى المسالك البولية، وانقباض دم الحيض بمعدل(28)غ من الجذر إلى(852)ملل من الماء.يصبح كمية الماء(568)ملل بعد غليه ثم يصفى. تكون الجرعة ثلاث مرات يوميا من معلقتين صغيرتين. يمكن صنع من(14)غ من الجذر الطازج شراب الشاي أو 28غ من الغصينات إلى(568)ملل من الماء المغلي بجرعة(56)ملل ويعمل هذا كمدر للبول ومعرق.

## فوائدها الطبية
نبتة مرقئة صغيرة مفيدة للقلب، والكبد، وأعضاء أخرى هامة لجسم الإنسان. تعتبر هذه النبتة مساعد فعّال لطرد الأبخرة الضارة عن الدماغ وعن القلب أيضاَ وتنفع من مرض الطاعون عبر أستخلاص عصيرها وشربه. يوجد لها صفات (المجففة والقابضة)، حيث أنها توقف النزيف الداخلي والخارجي، والإسهال، وجريان الدم، ودم الحيض الغريز، والسائل الأبيض من الفرج، والتجشؤ وكل ما تطرحه المعدة.
تعتبر نبتة مرقئة صغيرة عشبة فريدة ومفيدة قادرة على إشفاء كل أنواع الجروح في الرأس أو في الجسم، والقرح الأكالة السائلة، باستعمال إما العصير أو المستخلص من العشبة أو مسحوق العشبة أو الجذر، أو ماء العشبة المقطّر أو المرهم منها.

## الاستعمال الحديث
يستعمل الجذر والعشبة نفسها كمدرٍ للبول، منشط للمعدة وطارد للأرياح. نقع العشبة كلها قابض ويستعمل الصباغ من الجذر لمعالجة الأمراض والالتهابات الحلقية وجهاز التنفس العلوي. تنقع ملعقة صغيرة من العشبة المسحوقة المجففة أو جذرها المسحوق في كوب ماء مغلي، ويترك ليبرد ويصفى ويبلع وأيضاً يمكن أخذ كوب أو كوبين في اليوم الواحد.